# Hera (missione spaziale)
Hera è una sonda spaziale dell'Agenzia spaziale europea che ha come obiettivo l'asteroide binario 65803 Didymos. Studierà gli effetti dell'impatto della sonda statunitense DART contro il satellite Dimorphos avvenuto il 26 settembre 2022: misurerà la variazione dell'orbita causata dall'impatto e le dimensioni del cratere e della nuvola di detriti che si sono creati.
La sonda è stata lanciata il 7 ottobre 2024 e dovrebbe raggiungere l'asteroide nel dicembre 2026. Trasporta inoltre due piccoli satelliti di tipo CubeSat, chiamati Juventas e Milani (quest'ultimo in onore dell'astronomo Andrea Milani Comparetti), per studiare la struttura e la composizione di Dimorphos.
Hera in novembre 2024 ha compiuto una manovra nello spazio profondo come previsto dal piano missione; lo stesso piano prevedeva di sfruttare l'effetto fionda gravitazionale di Marte, avvenuto con successo il 12 marzo 2025, arrivando a una distanza di 5.000 km dalla superficie del pianeta. Come parte del passaggio ravvicinato, il veicolo spaziale ha osservato, come preventivato, la luna marziana Deimos, fotografandola da una distanza di 1000 km.

## Strumentazione

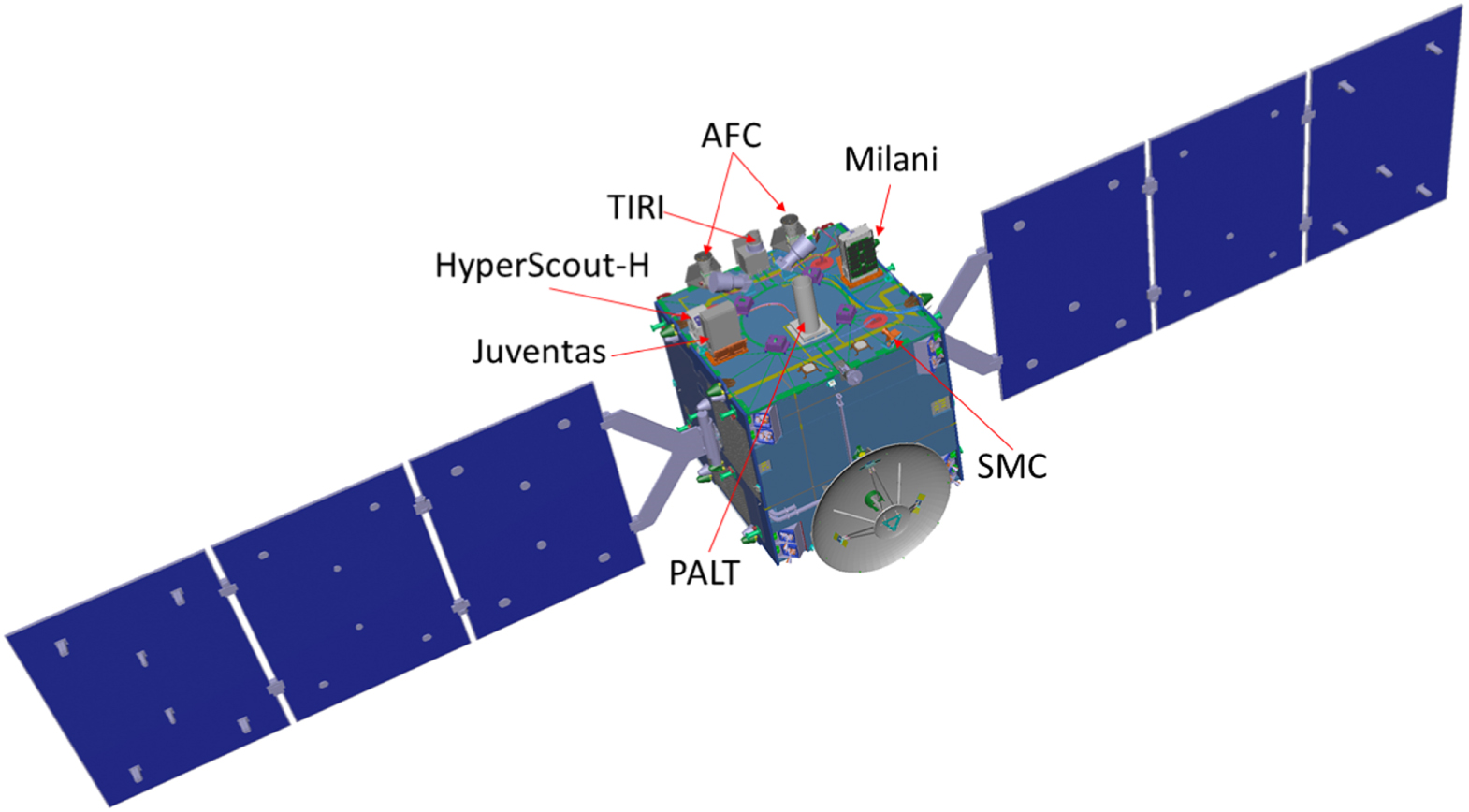
Gli strumenti a bordo di Hera.

La sonda, costruita in Germania, è dotata di due fotocamere, due spettroscopi (uno multispettrale e uno infrarosso) per analizzare la composizione della superficie dei due corpi celesti, un altimetro laser per misurarne la topografia e l'antenna per le comunicazioni radio che sarà utilizzata per misurare la gravità degli asteroidi.
Il satellite Juventas, costruito in Danimarca, è dotato di un gravimetro e uno strumento radar per eseguire una mappatura dei due asteroidi. Milani, costruito in Italia, trasporta invece uno spettroscopio, un rilevatore di polvere e un altimetro laser. Entrambi i CubeSat tenteranno di atterrare sulla superficie di Dimorphos al termine della loro missione.